# Bower
Bower — система керування пакунками у програмуванні на стороні клієнта для World Wide Web. Її робота залежить від Node.js та npm. Працює з репозиторіями Git та GitHub. Розроблена в Твіттер Jacob Thornton, одним з творців фреймворка Bootstrap.

## Огляд
Система Bower призначена для керування компонентами, що містять HTML, CSS, JavaScript, шрифти чи зображення. Містить функції пошуку, завантаження та встановлення пакунків. Для керування пакунками у Bower служить маніфестний файл bower.json.